# Platinfuchsfell

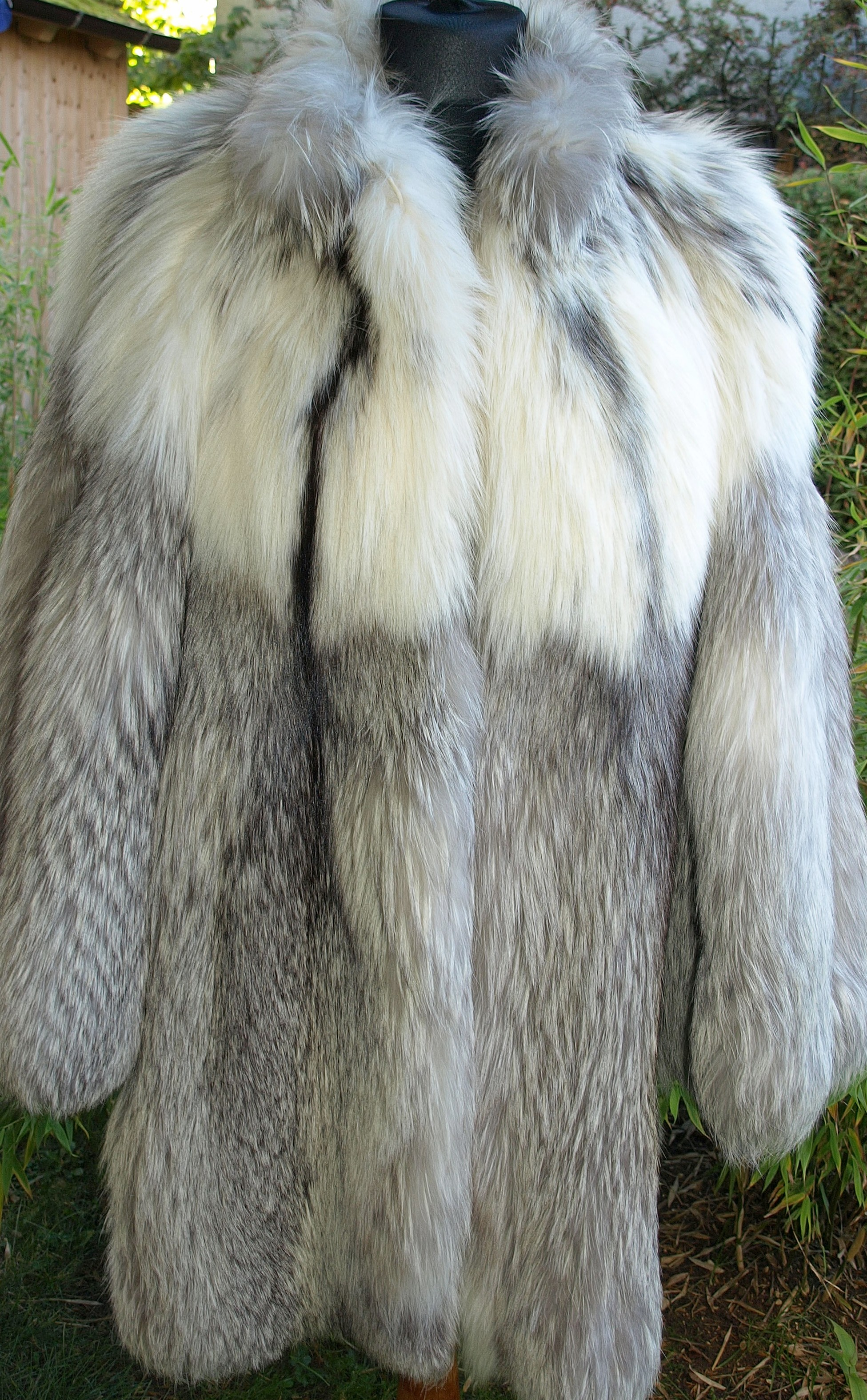
Platinfuchs-Capejacke, aufgenommen 2010

Die spektakulärste bei der Silberfuchszucht aufgetretene Farbvariante ist der Platinfuchs. Der Artikel behandelt das Platinfuchsfell als Handelsware und die daraus hergestellten Produkte.
Der Platinfuchs gehört in der Pelzbranche zu den als Edelfüchse bezeichneten Sorten. Wild vorkommende Edelfüchse sind der Silberfuchs, Weißfuchs und Blaufuchs, sowie der Kreuzfuchs. Mit dieser ersten Farbmutation in der Pelztierzucht begann eine Entwicklung, die sich später auch in der Nerzzucht mit vielen Farben und Farbtönen in großem Umfang fortsetzte.

## Zucht, Geschichte
Es heißt, der früheste bekannte Fuchs der Zuchtrichtung Platin sei der 1932 geborene norwegische Rüde „Mons“ des Fischers und Pelztierzüchters Evertson auf der kleinen Insel Hinnøya, nach dem die Rasse als „Mons-Stamm“ bekannt wurde. Bei der ersten Vorstellung lehnte man das Tier ab, trotzdem erwarb es der Züchterkollege Kjaer. 1936 konnte er die ersten Felle auf einer Auktion in Oslo unter der Bezeichnung Platinfüchse anbieten, die sofort teurer als Silberfuchsfelle verkauft wurden. Der Preis schnellte von ursprünglichen 330 und 430 dänischen Kronen bereits im Jahr 1937 auf 750 bis 2050 Kronen hoch, bei einem Angebot von 9 Fellen. Es setzte ein Run auf die Zuchttiere ein. Bereits ein Jahr früher kam jedoch aus Amerika die Nachricht, dass Geo. E. Spencer, Besitzer der High Sierra Fur Farm, Berkeley, Kalifornien über seine, durch mehrjährige Kreuzungen zwischen Alaska-Blau- und Weißfüchsen erzielten „naturel platinum foxes“ berichtete, mit weißer Unterwolle und silbrigem oder blauem Deckhaar. Das eine konstante Rasse entstanden sei, hielt man in einer deutschen Pelztierzüchter-Zeitung jedoch für sehr unwahrscheinlich, „da Kreuzungen zwischen Blau- und Weißfuchs bekanntlich ebenso gewöhnlich sind, wie zwischen Silber- und Rotfuchs und regelmäßig in die Ursprungskomponenten aufzuspalten scheinen.“ Die norwegische Zucht des Platinfuchses, eine Mutation des Silberfuchses, war aber offenbar die erfolgreichere, sicherlich auch die attraktivere Variante, „deren Schönheit“ auch von amerikanischen Züchtern „nicht angezweifelt wurde“.
Den Höchstpreis erzielte der Platinfuchs 1939 in New York, 399 angebotene Felle wurden für durchschnittlich 548 US-Dollar (= 2400 dänische Kronen) verkauft, für das Spitzenfell zahlte man 11.000 Dollar (= 48.800 Kronen oder rund 27.000 Reichsmark). Das war der höchste Preis, der zumindest bis 1942, wahrscheinlich aber überhaupt, für ein einzelnes Pelzfell bezahlt wurde. Insgesamt fielen in dieser Saison, in der sich trotz der Rekordzahlen bereits ein Abflauen der Preise abzeichnete, etwa 1750 bis 1800 Felle an.

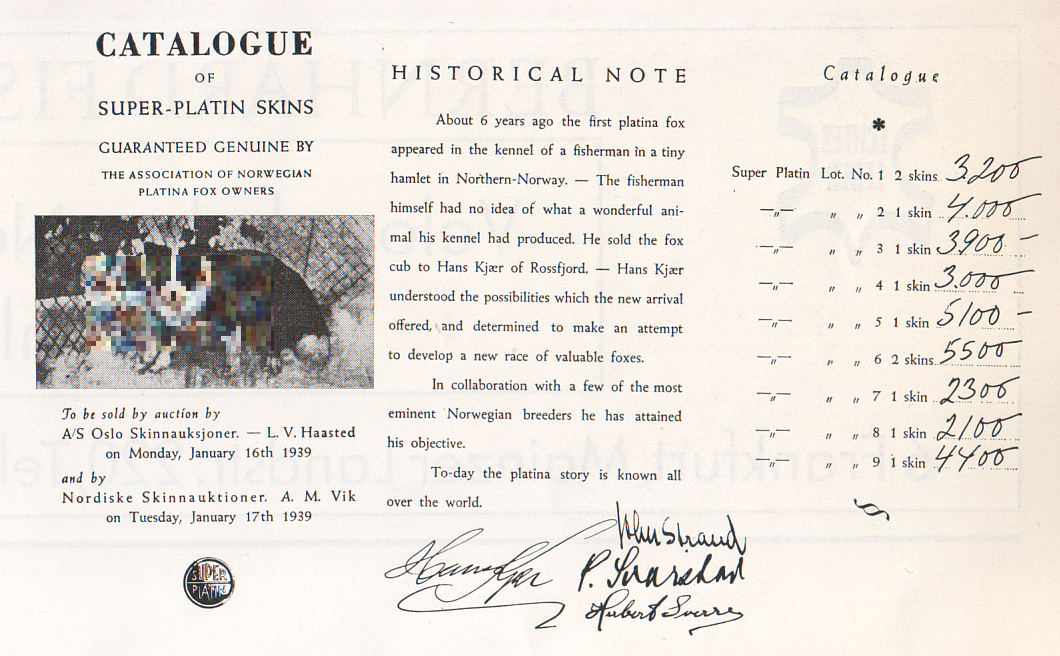
Auktionskatalog für Platinafüchse von 1939, 6 Jahre nach dem ersten Auftauchen der Mutation.
Mit Preisnotizen von Francis Weiss.

Der Rauchwarenhändler Francis Weiss erinnert sich 1974 an die Geburtsstunde der Mutations-Pelztierzucht:
Während der Auktion in 1935 wurden vier Felle einer ganz neuen Farbnuance gezeigt. Himmelblau, bezeichnet als „Platina“. Ich kaufte diese Rarität, auch einige in der nächsten Versteigerung (1936). Diesmal versuchte ich zu erfahren, wo die Ware herstammt, aber die Direktion stellte sich unwissend. Am folgenden Morgen jedoch, bei Besichtigung einiger zurückgezogener Lots, fand ich in einem Bündel geringster Untersorten ein ganz winziges, wertloses Fell dieses Charakters... und siehe! An dem miserablen Füchslein hing ein kleines Zettelchen mit Namen und Adresse des Einsenders. Ich telegrafierte ihm, er möge doch auf meine Kosten sofort nach Oslo kommen. Der Züchter der Wunderfüchse, Hans Kjaer, hatte bis dahin keine Ahnung, welche Goldgrube er besaß.
Die weitaus meisten Platinfuchsfelle gingen immer nach den USA und Kanada. Auch 1942 lag der Preis noch rund 30 Prozent über dem des Silberfuchses.  Erst seit etwa vor 2000 geht ein erheblicher Anteil langhaariger Fellarten nach Asien und Russland.
Wie die amerikanische Wochenschrift „Life Magazin“ im Jahr 1922 berichtete, wurde von den neun Platinfuchsfellen, die 1936 anfielen, eines der norwegischen Kronprinzessin Martha zum Geschenk gemacht, vier wurden zu einem Cape des Züchters verarbeitet, zu dem Verbleib der restlichen vier Felle war nichts bekannt. Die im Jahr darauf anfallenden Felle gingen sämtlich nach Südamerika. 1938 kamen dann elf Felle in den Handel, fünf davon nach Buenos Aires, sechs gingen nach Paris. Von den sechs Fellen kaufte vier eine New Yorker Firma, zwei Felle soll der französische Modedesigner  Molyneux für die Duchess von Windsor und Prinzessin Lucinge verarbeitet haben.
Der heutige Platinfuchs ist kein Bastard, sondern eine Mutation des Silberfuchses. Sein besonderes Gepräge beruht auf einem dominanten Erbfaktor. Im Gegensatz zum Silberfuchs ist er heterozygot, er kann also sein Gepräge nicht auf die gesamte Nachkommenschaft übertragen, wenn er mit einem weiblichen Silberfuchs gepaart wird. Der erste Zuchtrüde Mons zeugte bei seiner ersten Paarung acht Welpen, von denen fünf nach dem Vater gerieten.

## Fell
Fritz Schmidt beschreibt das Fell wie folgt: Der Wert des Platinfuchses beruht in der eigentümlichen lichten Farbe, die durch das Zusammenspiel von hellem, zumeist reinweißen Wollhaar mit Grannenhaaren von verschiedener Färbung, also teils weißen, teils dunklen bis schwarzen, teils auch mit Silberhaaren entsteht. Die Haarspitzen sind hier gewöhnlich pigmentfrei. Der bald mehr helle, bald mehr dunkle Platincharakter ist vielfach auch mit weißen, in Form und Größe verschiedenartigen Abzeichen auf der Stirn, am Nacken, an der Unterseite und den Läufen verbunden, so dass mitunter die Tiere regelrecht gescheckt erscheinen. Im Gesamtbild wie in der Schattierung seiner Farbe gibt also der Platinfuchs kein einheitliches Bild ab.
Platina-Fuchs bezeichnet eine sehr viel hellere Farbvariante, die ursprünglich in Norwegen gezüchtet wurde. Die weißen Haare und Haarteile können durch ein leichtes Bleichen zusätzlich verschönt werden.
Bei einer Einteilung der Pelztiere in die Feinheitsklassen seidig, fein, mittelfein, gröber und hart wird das Platinfuchshaar als fein eingestuft.

## Verarbeitung, Verwendung

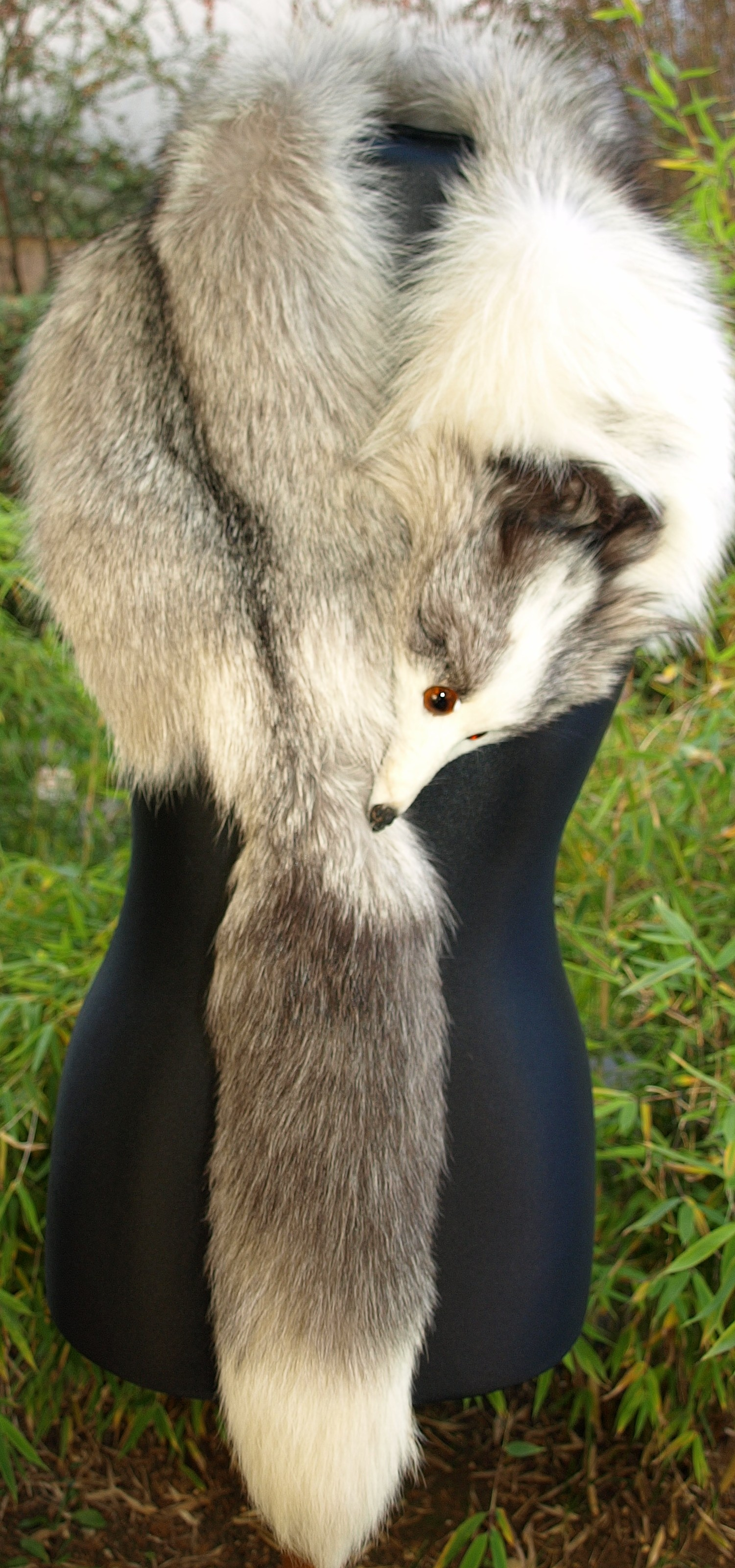
Platinfuchs-Kollier (2008)

Für die Verarbeitung siehe → Silberfuchsfell.
Die Verwendung entspricht ebenfalls der des Silberfuchses. Wie alle Fuchsfelle wird das der Platinfüchse schon immer bevorzugt für Besätze und kleinere Accessoireteile genutzt, als besonders eindrucksvolles Material jedoch auch für opulente Mäntel und Jacken, gelegentlich auch für Felldecken als hochwertige Wohnaccessoires. Für die Herstellung der bis in die 1960er Jahre sehr beliebten Fellschals in Tierform siehe → Fuchskolliers.

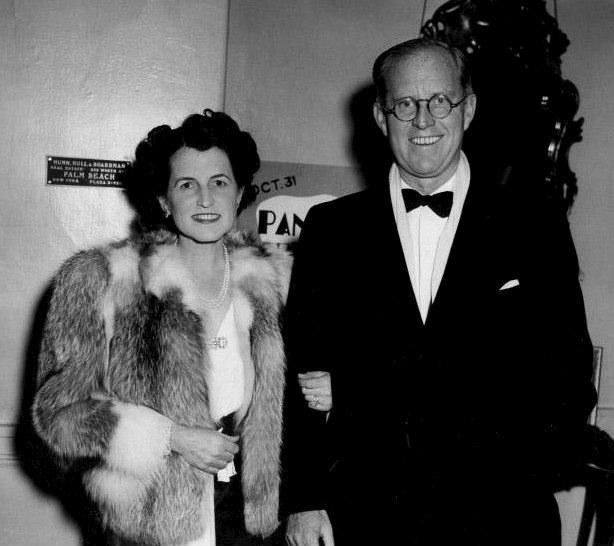
Rose Kennedy mit Platinfuchsjacke und Joseph P. Kennedy (1940)

## Weitere Fuchsmutationen
Weitere spätere Mutationen sind der
- White-Face-Fuchs (Weißgesichtsfuchs). Charakteristikum sind die weißen Abzeichen; mehr oder weniger geschlossener Halskragen, eine schmalere oder breitere Blesse und weiße Läufe. Der White-Face-Fuchs kann viele Farbvarianten haben, wie Rot, Silber, Pearl, Amber und andere. Eine norwegische Bezeichnung war Hofbrender platinum.[10] Inzwischen wird diese Fuchssorte als White Mark Fox gehandelt. Anders als bei den Platinfüchsen ist weniger Weiß vorhanden. So sind nicht Beine komplett weiß, sondern oft nur "besockt" oder leicht gesprenkelt.
- White Mark Fuchs, Ringneck-Fuchs mit gleichem Charakter und zahlreichen Übergängen zum White-Fox-Fuchs. Der als Ringneck auf den Markt gekommene Fuchs wird so heute nicht mehr gehandelt, er zählt jetzt zu den White Mark Füchsen.
- Pearl-Platin-Fuchs, Pearl Fuchs; einheitlich hell, blaubräunliche Farbe ohne weiße Abzeichen. Die in Colorado aufgetretene Farbe wurde 1942 erstmals erwähnt.[11] Die ursprüngliche Bezeichnung Platin-Pearl-Fuchs für einen Fuchs ohne die für Platinfüchse typischen weißen Abzeichen ist jedoch irreführend, er wird jetzt als Pearl-Fuchs bezeichnet.
- Burgunder-Fuchs; der schwarze Farbstoff des Silberfuchses ist durch ein bräunliches, schokoladenähnliches Pigment ersetzt.
- Pastell-Fuchs; 1946 in der schwedischen Provinz Dalarna[12] durch wiederholte Kreuzungen aus White-Face- und Platinfüchsen entstanden; mit einer warmen, graubraunen Farbe, „die ein wenig an Sand erinnert“. Heute unterscheidet man die Pastellfüchse in 3 Sorten: Amber, für sehr hellgrau-gelbe Felle, Cinnamon, für eher orange-braune Felle und Lavender, für eher braun-graue Felle.
- Glacier-Blue-Fuchs; gletscherblau; aus einer Kombination von Platin- und Pearlplatin-Füchsen herausgezüchtet. (Stand 1970)[1] Heute eher nicht mehr im Handel.
- Schneefuchs (Snowfox); dieser weiße Fuchs mit schwarzgescheckter Schnauze, schwarzen Ohren und dunkler Rückenlinie fiel als Mutation in einer russischen Farm an. Das Erscheinungsbild ähnelt sehr dem mittlerweile häufigerem Arctic Marble Fuchs. Jedoch hat der Schneefuchs, der auch als Georgian White Fox gehandelt wird keinen Marmor-Effekt im Haar, sondern gänzlich abgegrenzte dunkle Flecke im Fell.[13]
- Andere neue Mutationen beziehungsweise Züchtungen werden unter Namen wie Amber Gold, Dawn-Glo, Almond, Golden Island usw. angeboten (Stand 1988).[13] Weitere Farben sind inzwischen entstanden, obwohl nach dem massiven Abflauen der Langhaar-Pelzmode und einem Verschwinden der Fuchsfarmen 1970 die Befürchtung geäußert wurde, dass auch das Ende vieler Farbschläge gekommen sein könnte.[1] Offenbar vergessen ist die norwegische Neuzüchtung des Opalfuchses, bekannt geworden im Jahr 1940.[14]

## Zahlen
- 1936 wurden in Oslo die ersten drei Felle angeboten und für 430, 330 und 330 norwegische Kronen verkauft. Ein viertes Fell erzielte in London 460 Kronen.[7]

- 1937 erwarb ein bekannter Kürschner aus Buenos-Aires auf einer Auktion in Oslo nach einem sehr hitzigen Kampf ein Paar gute zusammenpassende Felle, im Katalog als „Platinfüchse“ bezeichnet, zu einem Preis von 2050 norwegischen Kronen (ca. 100 Pfund Sterling). Dazu hieß es: „Es ist schon einige Zeit her, daß Silberfüchse zum Preise von über 100 Pfund Sterling gehandelt wurden.“[15] Andere, aufmerksam gewordene Interessenten zahlten  für vier Felle je 1075, für drei Felle je 750 Kronen.[7]

- 1938 bildete sich der Verband Norwegischer Platinfuchszüchter (Norges Platinarevavslag).[7]

- 1939 wurden in New York für 399 angebotene Platinfüchse durchschnittlich je 548 Dollar (2400 norwegische Kronen) bezahlt. Ein Spitzenfell erzielte 11.000 Dollar, das war der höchste, jemals für ein Fell bezahlte Preis.[7]

Die Gesamterzeugung betrug 1939/40 etwa 1750 bis 1800 Felle.
- 1940, Krieg und gleichzeitige Angebotssteigerung drückten den Platinfuchspreis, im Durchschnitt wurden 500 bis 600 Kronen für ein Fell erzielt.[7]

Die norwegische Gesamterzeugung betrug etwa 16.000 bis 17.000 Felle. Aber auch in Schweden, Finnland und Amerika wurden trotz Ausfuhrverbot für Zuchttiere neue Zuchten mit norwegischen Tiere aufgebaut.
Um den Seltenheitswert zu schützen, führte der norwegische Züchterverband die Marke „Superplatin“ ein, die nur von den Mitgliedern für besonders erlesene Felle benutzt werden durfte. Eine amtliche Qualitätskontrolle ordnete den Anfall in drei Bewertungsklassen ein: Platinarevskin (Platinfuchsfelle), Ringnecks (dunklere Felle) und Vrak (für den Export ungeeignet).
- 1980 kamen 90.000 Platinfuchsfelle in den Handel, davon 75.000 aus Nordamerika und 15.000 aus Europa.[16]